# Bleifuss 2
Bleifuss 2 (Originaltitel Screamer 2) ist ein Rennspiel, das von Milestone entwickelt und von Virgin Interactive Entertainment am 1. November 1996 für MS-DOS veröffentlicht wurde. Es ist der zweite Teil innerhalb der Bleifuß-Reihe. Im Folgejahr erschien mit Bleifuss Rally ein Nachfolger. Es wurde bei GOG.com mit vorkonfigurierter DOSBox digital wiederveröffentlicht.

## Fahrzeuge
- 1986 Chevrolet Corvette Indy
- Ford Ranger
- 1990 Honda NSX Nebula
- 1996 Mazda MX-5
- Mitsubishi Pajero
- 1996 Pontiac Firebird
- Porsche 911 Turbo
- 1996 Toyota Supra

## Rezeption
Der Schwierigkeitsgrad sei hoch, was beim Spiel zu Frust führen kann. Dennoch sei es anziehend, da Zeitverluste gut nachvollziehbarer seien und selbst die schwersten Gegner mit ausreichend Übung zu bezwingen seien. Grafik, Steuerung, Strecken-Design seien erstklassig, benötigten jedoch zum Veröffentlichungszeitpunkt mit dem Intel Pentium die neueste Hardwaregeneration. Eine Speichermöglichkeit zwischen den Rennen im Turniermodus fehle. Die verschiedenen Straßenbelege haben gut nachvollziehbare Auswirkungen auf das Fahrverhalten. Es sei die Referenz unter den Arcade-Racern. Die Strecken seien mit viel Liebe zum Detail entworfen worden. Die Tuningoptionen wirken hingegen aufgesetzt. Spielerisch sei es seinem Vorgänger sehr ähnlich. Need for Speed sei im SVGA-Modus grafisch noch opulenter.